# Đàm (Đàm Thành)
Đàm (tiếng Trung: 郯; bính âm: Tán) là một tiểu quốc chư hầu của nhà Chu trong lịch sử Trung Quốc. Thời Xuân Thu, quốc quân nước Đàm từng hai lần triều bái nước Lỗ. Đến thời Chiến Quốc, khoảng năm 414 TCN, nước Đàm bị nước Việt tiêu diệt. Đàm tử là một nhân vật trong tác phẩm Nhị thập tứ hiếu vào thời nhà Nguyên.
Tổ tiên của nước Đàm là Thiếu Hạo thị của tập đoàn Đông Di. Quốc quân nước Đàm có tước tử, và mang họ Kỷ (己). Thủ đô của nước Đàm là Đàm Thành, nay thuộc tỉnh Sơn Đông, cũng được gọi là Lục Độc Thành. Theo truyền thuyết, để chống ngoại xâm, Đàm tử đã cho xây tường thành, song vì tin vào yêu thuật, đã cho chôn hàng vạn cái lục độc (碌碡, một loại nông cụ hình trụ tròn làm bằng đá) dưới nền thành nhằm cầu mong cho thành được lâu bền, vì thế mới có tên là Lục Độc thành. Đàm là một nước nhỏ yếu, thiếu tư liệu lịch sử nên không thể khảo chứng tuyến biên giới. Tuy nhiên, có thuyết cho rằng Đàm đã từng là một quốc gia lớn mạnh, bắc đến Lang Da, nam đến Giang Biên, đông đến Hoàng Hải, tây liền Từ Châu, song sau này suy yếu.
Di chỉ cố thành Đàm Thành nằm ở phía bắc thủ phủ huyện Đàm Thành ngày nay, di chỉ tường đông và tường nam đã đổ nát hoàn toàn, di chỉ tường bắc và tường tây cục bộ vẫn bảo tồn được tới nay. Móng tường rộng 40 mét, phần đỉnh rộng 15 mét, phần thành còn lại cao 4 mét. Tường thành của cố thành Đàm Thành có chu vi dài 4.670 mét, tường tây và tường bắc dài 1260 mét, tường đông dài 1370 mét, tường nam dài 780 mét. Ở chỗ Đàm tử có một cây bạch quả cổ nay đã 3000 năm tuổi, cao 41,9 mét, vòng thân dài 8 mét, đường kính thân dài 2,6 mét, diện tích hệ rễ của cây là 56 mẫu.
Năm 584 TCN, nước Đàm bị nước Ngô tiến đánh. Khổng Tử đã từng cùng với các đệ tử đến nước Đàm, bái kiến Đàm tử, hư tâm cầu giáo, vì thế mà có câu nói "Khổng tử sư Đàm tử".